# Fukyugata
Fukyugata è un kata praticato in molti stili del karate Okinawense particolarmente nel Matsubayashi Shōrin-ryū. Esistono due gruppi di Fukyugata. Questi kata furono sviluppati da Shōshin Nagamine (Matsubayashi-ryu) e da Chōjun Miyagi (Gōjū-ryū). Furono sviluppati come kata per principianti in quanto la maggior parte dei kata tradizionali erano troppo difficili.
In alcuni stili del karate, i kata sono conosciuti come Fukyu. Nel Gōjū-ryū, il secondo Fukyugata è denominato Gekisai ichi.
Nel 1940, questi kata furono commissionati dal Comitato speciale del Karate-do di Okinawa, sotto il Generale Hayakawa, al tempo governatore della Prefettura di Okinawa, per essere insegnato nelle scuole ai bambini delle scuole okinawensi.
Un terzo gruppo di Fukyugata fu composto dal Sensei Ansei Ueshiro nel 1960, consistente in 17 movimenti. "The Shorin-Ryu Okinawan Karate Question and Answer Book", scritto da William Cummins e Robert Scaglione, descrive questo kata come "caratterizzato da tecniche che enfatizzano la velocità, le combinazioni e la forza su posizioni basse."